# Dmitrij Ługin
Dmitrij Jewgienjewicz Ługin (ros. Дмитрий Евгеньевич Лугин; ur. 1 kwietnia 1990 w Chabarowsku) – rosyjski hokeista.

## Kariera
- Dinamo 2 Moskwa (2006-2008)
- Dinamo Moskwa (2008)
- Owatonna Express (2008-2009)
- MHK Dinamo Moskwa (2009-2010)
- Amurskie Tigry Chabarowsk (2010-2012)
- Amur Chabarowsk (2011-2015)
- Admirał Władywostok (2015-2016)
- Łokomotiw Jarosław (2016-2017)
- HK Soczi (2017-2020)
- Witiaź Podolsk (2020)
- Amur Chabarowsk (2020-)

Wychowanek i zawodnik klubu Amuru Chabarowsk. W 2012 został wybrany najlepszym debiutantem ligi KHL. Od czerwca 2015 zawodnik Admirała Władywostok. Od grudnia 2016 zawodnik Łokomotiwu Jarosław. W grudniu 2017 został przekazany do HK Soczi, a po sezonie 2017/2018 powrócił do Łokomotiwu, po czym ponownie został przekazany do Soczi. Latem 2020 przeszedł do Witiazia Podolsk. Zwolniony pod koniec października 2020. W listopadzie został zawodnikiem Amura Chabarowsk

## Sukcesy
Klubowe
- Brązowy medal mistrzostw Rosji: 2017 z Łokomotiwem Jarosław

Indywidualne
- KHL (2011/2012):
  - Najlepszy pierwszoroczniak miesiąca – grudzień 2011
  - Najlepszy pierwszoroczniak – ćwierćfinały konferencji
  - Nagroda dla najlepszego pierwszoroczniaka sezonu KHL im. Aleksieja Czeriepanowa